# Biegi narciarskie na Mistrzostwach Świata w Narciarstwie Klasycznym 1962
Zawody w biegach narciarskich na XVI Mistrzostwach świata w narciarstwie klasycznym odbyły się w dniach 18 lutego – 27 lutego 1962 w polskim mieście Zakopane.

## Terminarz
| Data           | Miejscowość | Konkurencja                                           | Złoto                                                                  | Srebro                                                                        | Brąz                                                                         |
| -------------- | ----------- | ----------------------------------------------------- | ---------------------------------------------------------------------- | ----------------------------------------------------------------------------- | ---------------------------------------------------------------------------- |
| 18 lutego 1962 | Zakopane    | Bieg indywidualny mężczyzn na 30 km stylem klasycznym | Eero Mäntyranta                                                        | Janne Stefansson                                                              | Giulio De Florian                                                            |
| 20 lutego 1962 | Zakopane    | Bieg indywidualny kobiet na 5 km stylem klasycznym    | Alewtina Kołczina                                                      | Lubow Baranowa                                                                | Marija Gusakowa                                                              |
| 22 lutego 1962 | Zakopane    | Bieg indywidualny kobiet na 10 km stylem klasycznym   | Alewtina Kołczina                                                      | Marija Gusakowa                                                               | Radja Jeroszyna                                                              |
| 23 lutego 1962 | Zakopane    | Bieg indywidualny mężczyzn na 15 km stylem klasycznym | Assar Rönnlund                                                         | Harald Grønningen                                                             | Einar Østby                                                                  |
| 24 lutego 1962 | Zakopane    | Bieg sztafetowy mężczyzn stylem klasycznym            | Szwecja · Lars Olsson · Sture Grahn · Sixten Jernberg · Assar Rönnlund | Finlandia · Väinö Huhtala · Kalevi Laurila · Pentti Pesonen · Eero Mäntyranta | ZSRR · Iwan Utrobin · Paweł Kołczin · Aleksiej Kuzniecow · Giennadij Waganow |
| 24 lutego 1962 | Zakopane    | Bieg sztafetowy kobiet stylem klasycznym              | ZSRR · Lubow Baranowa · Rita Aczkina · Alewtina Kołczina               | Szwecja · Barbro Martinsson · Britt Strandberg · Toini Gustafsson             | Finlandia · Siiri Rantanen · Eeva Ruoppa · Mirja Lehtonen                    |
| 27 lutego 1962 | Zakopane    | Bieg indywidualny mężczyzn na 50 km stylem klasycznym | Sixten Jernberg                                                        | Assar Rönnlund                                                                | Kalevi Hämäläinen                                                            |

## Wyniki zawodów

### Mężczyźni

#### 15 km techniką klasyczną
- Data 23 lutego 1962

| Medal | Zawodnik          | Narodowość | Wynik     |
| ----- | ----------------- | ---------- | --------- |
|       | Assar Rönnlund    | Szwecja    | 55:22,8   |
|       | Harald Grønningen | Norwegia   | 55:52,2   |
|       | Einar Østby       | Norwegia   | 55:54,8   |
| 4     | Magnar Lundemo    | Norwegia   | 55:56,1   |
| 5     | Eero Mäntyranta   | Finlandia  | 56:24,4   |
| 6     | Janne Stefansson  | Szwecja    | 56:48,9   |
| 7     | Giulio De Florian | Włochy     | 56:58,8   |
| 8     | Lars Olsson       | Szwecja    | 57:10,2   |
| 9     | Giennadij Waganow | ZSRR       | 57:20,2   |
| 10    | Pawieł Kołczin    | ZSRR       | 57:20,8   |
| ...   |                   |            |           |
| 18    | Józef Gut-Misiaga | Polska     | 58:57,1   |
| 22    | Edward Budny      | Polska     | 59:57,8   |
| 24    | Józef Rysula      | Polska     | 1:00:26,7 |
| 73    | Kazimierz Zelek   | Polska     | 1:09:15,2 |

#### 30 km techniką klasyczną
- Data 18 lutego 1962

| Medal | Zawodnik                | Narodowość | Wynik     |
| ----- | ----------------------- | ---------- | --------- |
|       | Eero Mäntyranta         | Finlandia  | 1:52:39,4 |
|       | Janne Stefansson        | Szwecja    | 1:52:49,1 |
|       | Giulio De Florian       | Włochy     | 1:53:13,3 |
| 4     | Harald Grønningen       | Norwegia   | 1:53:32,9 |
| 5     | Einar Østby             | Norwegia   | 1:53:38,3 |
| 6     | Assar Rönnlund          | Szwecja    | 1:53:41,4 |
| 7     | Iwan Utrobin            | ZSRR       | 1:54:09,4 |
| 8     | Kalevi Hämäläinen       | Finlandia  | 1:54:15,7 |
| 9     | Arto Tiainen            | Finlandia  | 1:54:38,8 |
| 10    | Sixten Jernberg         | Szwecja    | 1:54:41,1 |
| ...   |                         |            |           |
| 24    | Ryszard Furtak          | Polska     | 2:01:51,1 |
| 30    | Józef Gąsienica-Sobczak | Polska     | 2:02:58,4 |
| 32    | Leon Czerniawski        | Polska     | 2:03:39,0 |
| 43    | Jan Figura              | Polska     | 2:06:05,1 |

#### 50 km techniką klasyczną
- Data 27 lutego 1962

| Medal | Zawodnik              | Narodowość | Wynik     |
| ----- | --------------------- | ---------- | --------- |
|       | Sixten Jernberg       | Szwecja    | 3:03:48,5 |
|       | Assar Rönnlund        | Szwecja    | 3:05:39,1 |
|       | Kalevi Hämäläinen     | Finlandia  | 3:05:42,8 |
| 4     | Magnar Lundemo        | Norwegia   | 3:05:43,5 |
| 5     | Harald Grønningen     | Norwegia   | 3:05:58,3 |
| 6     | Janne Stefansson      | Szwecja    | 3:06:12,0 |
| 7     | Rolf Ramgard          | Szwecja    | 3:09:02,2 |
| 8     | Giuseppe Steiner      | Włochy     | 3:09:10,4 |
| 9     | Veikko Hakulinen      | Finlandia  | 3:09:35,1 |
| 10    | Giennadij Waganow     | ZSRR       | 3:09:49,2 |
| ...   |                       |            |           |
| 18    | Tadeusz Jankowski     | Polska     | 3:19:26,8 |
| 23    | Kazimierz Krzeptowski | Polska     | 3:24:57,1 |
| 33    | Andrzej Mateja        | Polska     | 3:32:22,9 |
| DNF   | Bronisław Gut         | Polska     | -         |

#### Sztafeta 4×10km
- Data 24 lutego 1962

| Medal | Zawodnik                                                                | Narodowość | Wynik     |
| ----- | ----------------------------------------------------------------------- | ---------- | --------- |
|       | Lars Olsson Sture Grahn Sixten Jernberg Assar Rönnlund                  | Szwecja    | 2:24:39.8 |
|       | Väinö Huhtala Kalevi Laurila Pentti Pesonen Eero Mäntyranta             | Finlandia  | 2:25:24.3 |
|       | Iwan Utrobin Pawieł Kołczin Aleksiej Kuzniecow Giennadij Waganow        | ZSRR       | 2:26:25.3 |
| 4     | Magnar Lundemo Hallgeir Brenden Einar Østby Harald Grønningen           | Norwegia   | 2:26:45.8 |
| 5     | Giuseppe Steiner Gianfranco Stella Marcello de Dorigo Giulio De Florian | Włochy     | 2:28:15.0 |
| 6     | Felix Mathieu René Secretant Victor Arbez Jean Mermet                   | Francja    | 2:34:03.0 |
| 7     | Józef Rysula Kazimierz Zelek Andrzej Mateja Józef Gut-Misiaga           | Polska     | 2:34:32.0 |
| 8     | Konrad Hischier Erwin Hari Alois Kälin Alphonse Baume                   | Szwajcaria | 2:36:18.5 |

### Kobiety

#### 5 km techniką klasyczną
- Data 20 lutego 1962

| Medal | Zawodnik            | Narodowość | Wynik   |
| ----- | ------------------- | ---------- | ------- |
|       | Alewtina Kołczina   | ZSRR       | 19:28,6 |
|       | Lubow Baranowa      | ZSRR       | 20:15,9 |
|       | Marija Gusakowa     | ZSRR       | 20:27,5 |
| 4     | Siiri Rantanen      | Finlandia  | 20:45,9 |
| 5     | Mirja Lehtonen      | Finlandia  | 20:55,7 |
| 6     | Jewdokija Miekszyło | ZSRR       | 21:14,5 |
| 7     | Toini Gustafsson    | Szwecja    | 21:17,8 |
| 8     | Barbro Martinsson   | Szwecja    | 21:18,0 |
| 9     | Eeva Ruoppa         | Finlandia  | 21:20,1 |
| 10    | Toini Pöysti        | Finlandia  | 21:21,0 |
| ...   |                     |            |         |
| 17    | Józefa Czerniawska  | Polska     | 22:15,9 |
| 21    | Stefania Biegun     | Polska     | 22:36,5 |
| 23    | Weronika Stempak    | Polska     | 23:09,7 |
| 25    | Helena Lewandowska  | Polska     | 23:18,0 |

#### 10 km techniką klasyczną
- Data 22 lutego 1962

| Medal | Zawodnik           | Narodowość | Wynik   |
| ----- | ------------------ | ---------- | ------- |
|       | Alewtina Kołczina  | ZSRR       | 39:48,2 |
|       | Marija Gusakowa    | ZSRR       | 40:59,9 |
|       | Radja Jeroszyna    | ZSRR       | 41:17,1 |
| 4     | Liubow Baranowa    | ZSRR       | 41:26,0 |
| 5     | Mirja Lehtonen     | Finlandia  | 41:53,2 |
| 6     | Barbro Martinsson  | Szwecja    | 42:28,4 |
| 7     | Siiri Rantanen     | Finlandia  | 42:28,9 |
| 8     | Toini Gustafsson   | Szwecja    | 42:34,8 |
| 9     | Toini Pöysti       | Finlandia  | 42:52,2 |
| 10    | Eeva Ruoppa        | Finlandia  | 43:01,7 |
| ...   |                    |            |         |
| 16    | Józefa Czerniawska | Polska     | 45:02,4 |
| 21    | Weronika Stempak   | Polska     | 46:02,1 |
| 25    | Helena Lewandowska | Polska     | 46:16,6 |
| DNF   | Stefania Biegun    | Polska     | -       |

#### Sztafeta 3×5km
- Data 24 lutego 1962

| Medal | Zawodnik                                            | Narodowość     | Wynik     |
| ----- | --------------------------------------------------- | -------------- | --------- |
|       | Lubow Baranowa Rita Aczkina Alewtina Kołczina       | ZSRR           | 58:08.9   |
|       | Barbro Martinsson Britt Strandberg Toini Gustafsson | Szwecja        | 59:27.9   |
|       | Siiri Rantanen Eeva Ruoppa Mirja Lehtonen           | Finlandia      | 1:01:33.0 |
| 4     | Weronika Stempak Józefa Czerniawska Stefania Biegun | Polska         | 1:02:37.5 |
| 5     | Renate Dannhauer Christa Herklotz Sonnhilde Kallus  | NRD            | 1:02:41.1 |
| 6     | Vlasta Srnková Jarmila Skodová Eva Paulusová        | Czechosłowacja | 1:05:02.4 |
| 7     | Katalin Hellner J. Gangli Éva Balázs                | Węgry          | 1:09:35.0 |

## Klasyfikacja medalowa dla konkurencji biegowych MŚ
| #  | Reprezentacja | Złoto | Srebro | Brąz | Razem |
| -- | ------------- | ----- | ------ | ---- | ----- |
| 1. | Szwecja       | 3     | 3      | 0    | 6     |
| 2. | ZSRR          | 3     | 2      | 3    | 8     |
| 3. | Finlandia     | 1     | 1      | 2    | 4     |
| 4. | Norwegia      | 0     | 1      | 1    | 2     |
| 5. | Włochy        | 0     | 0      | 1    | 1     |